# Luciano Tesi
Luciano Tesi (* 10. Dezember 1931 in Monsummano Terme) ist ein italienischer Astronom. In den 1980er Jahren gründete er die Gruppo Astrofili della Montagna Pistoiese, eine Vereinigung von Amateurastronomen. In den 1990er Jahren initiierte er den Bau des Osservatorio Astronomico della Montagna Pistoiese, dessen Leitung er nach Fertigstellung übernahm.
Tesi ist der Entdecker von derzeit (Stand Jan. 2010) mehr als 200 Asteroiden, viele davon zusammen mit Andrea Boattini.
Der Amor-Asteroid (15817) Lucianotesi wurde am 13. Oktober 2000 nach ihm benannt.